# Paatsa
Koordinaten: 58° 30′ N, 22° 21′ O

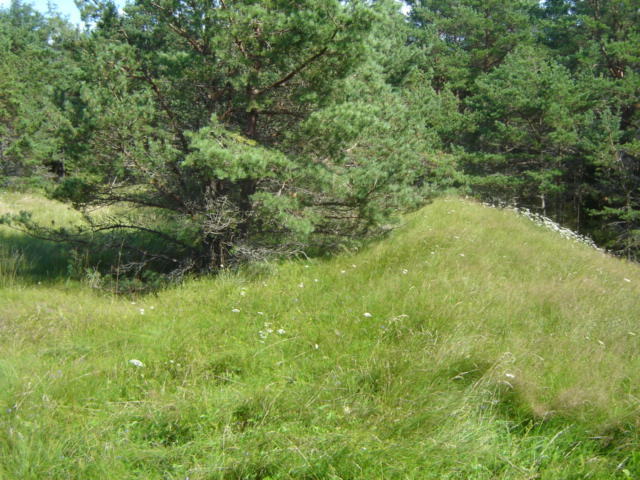
Ort der ehemaligen befestigten Siedlung von Paatsa

Paatsa (deutsch Paatz) ist ein Dorf (estnisch küla) auf der größten estnischen Insel Saaremaa. Es gehört zur Landgemeinde Saaremaa (bis 2017: Landgemeinde Mustjala) im Kreis Saare.

## Einwohnerschaft und Lage
Das Dorf hat acht Einwohner (Stand 31. Dezember 2011). Es liegt 28 Kilometer nordwestlich der Inselhauptstadt Kuressaare.

## Burg
Wahrscheinlich vom 11. bis zum 13. Jahrhundert lag bei Paatsa eine befestigte Siedlungsanlage. Sie war von einem niedrigen Ringwall aus Sand umgeben. Seit den 1960er Jahren haben Archäologen dort Überreste ehemaliger Wohnstätten nachgewiesen.